# Metall-Pferd
Das Metall-Pferd (Gengwu (chinesisch 庚午, Pinyin gēngwǔ)) ist das 7. Jahr des chinesischen Kalenders (siehe Tabelle 天支 60-Jahre-Zyklus). Es ist ein Begriff aus dem Bereich der chinesischen Astrologie und bezeichnet diejenigen Mondjahre, die durch eine Verbindung des siebten Himmelsstammes (庚,  gēng, Element Metall und Yáng) mit dem siebten Erdzweig (午,  wǔ), symbolisiert durch das Pferd (馬,  mǎ), charakterisiert sind.
Nach dem chinesischen Kalender tritt eine solche Verbindung alle 60 Jahre ein. Das letzte Metall-Pferd-Jahr begann 1990 und dauerte wegen der Abweichung des chinesischen vom gregorianischen Kalenderjahr vom 27. Januar 1990 bis 14. Februar 1991.

## Metall-Pferd-Jahr
Im chinesischen Kalenderzyklus ist das Jahr des Metall-Pferds 庚午 gēngwǔ das 7. Jahr (am Beginn des Jahres: Erde-Schlange 己巳 jǐsì 6).
| Liste der Metall-Pferd-Jahre des 60-Jahres-Zyklus (Ende des Zyklus – bei Zählung vom 1. Regierungsjahr Huángdì) (Beginn des Zyklus – bei Zählung vom 61. Regierungsjahr Huángdì)            |              |              |              |              |              |              |              |              |              |              |
| Zykl. | 0            | 1            | 2            | 3            | 4            | 5            | 6            | 7            | 8            | 9            |
| 0 | 2691 v. Chr. | 2631 v. Chr. | 2571 v. Chr. | 2511 v. Chr. | 2451 v. Chr. | 2391 v. Chr. | 2331 v. Chr. | 2271 v. Chr. | 2211 v. Chr. | 2151 v. Chr. |
| 10 | 2091 v. Chr. | 2031 v. Chr. | 1971 v. Chr. | 1911 v. Chr. | 1851 v. Chr. | 1791 v. Chr. | 1731 v. Chr. | 1671 v. Chr. | 1611 v. Chr. | 1551 v. Chr. |
| 20 | 1491 v. Chr. | 1431 v. Chr. | 1371 v. Chr. | 1311 v. Chr. | 1251 v. Chr. | 1191 v. Chr. | 1131 v. Chr. | 1071 v. Chr. | 1011 v. Chr. | 951 v. Chr.  |
| 30 | 891 v. Chr.  | 831 v. Chr.  | 771 v. Chr.  | 711 v. Chr.  | 651 v. Chr.  | 591 v. Chr.  | 531 v. Chr.  | 471 v. Chr.  | 411 v. Chr.  | 351 v. Chr.  |
| 40 | 291 v. Chr.  | 231 v. Chr.  | 171 v. Chr.  | 111 v. Chr.  | 51 v. Chr.   | 10           | 70           | 130          | 190          | 250          |
| 50 | 310          | 370          | 430          | 490          | 550          | 610          | 670          | 730          | 790          | 850          |
| 60 | 910          | 970          | 1030         | 1090         | 1150         | 1210         | 1270         | 1330         | 1390         | 1450         |
| 70 | 1510         | 1570         | 1630         | 1690         | 1750         | 1810         | 1870         | 1930         | 1990         | 2050         |
| 80 | 2110         | 2170         | 2230         | 2290         | 2350         | 2410         | 2470         | 2530         | 2590         | 2650         |
| Hinweis: Die laufende Nr. des Zyklus ergibt sich aus der Zeilen-Nr. addiert mit der Spalten-Nr. Beispiel: Das Metall-Pferd-Jahr des 35. Zyklus (Zeile 30 + Spalte 5) entspricht 591 v. Chr. |              |              |              |              |              |              |              |              |              |              |